# القانون الجنائي القسم 86 إيه
قانون Strafgesetzbuch الألماني (القانون الجنائي) في القسم 86 أ يحظر «استخدام رموز المنظمات غير الدستورية» خارج سياقات «الفن أو العلم أو البحث أو التدريس». لا يحدد القانون الرموز الفردية التي يجب حظرها، ولا توجد قائمة رسمية شاملة. ومع ذلك، تم استخدام القانون في المقام الأول لحظر الرموز النازية والشيوعية. تم اعتماد القانون خلال الحرب الباردة وأثر بشكل خاص على الحزب الشيوعي الألماني، الذي تم حظره باعتباره غير دستوري في عام 1956، والعديد من الأحزاب اليمينية المتطرفة الصغيرة.
يحظر القانون توزيع أو استخدام الجمهور لرموز الجماعات غير الدستورية - على وجه الخصوص، الأعلام والشارات والزي الرسمي والشعارات وأشكال التحية.

## نص
فيما يلي مقتطف من القانون الجنائي الألماني:
1. Whoever domestically disseminates or produces, stocks, imports or exports or makes publicly accessible through data storage media for dissemination domestically or abroad, means of propaganda:
  1. of a party which has been declared to be unconstitutional by the Federal Constitutional Court or a party or organization, as to which it has been determined, no longer subject to appeal, that it is a substitute organization of such a party;
  2. means of propaganda, the contents of which are intended to further the aims of a former National Socialist organization,

shall be punished with imprisonment for not more than three years or a fine.
2. Subsection (1) shall not be applicable if the means of propaganda or the act serves to further civil enlightenment, to avert unconstitutional aims, to promote art or science, research or teaching, reporting about current historical events or similar purposes.

## الرموز المتأثرة

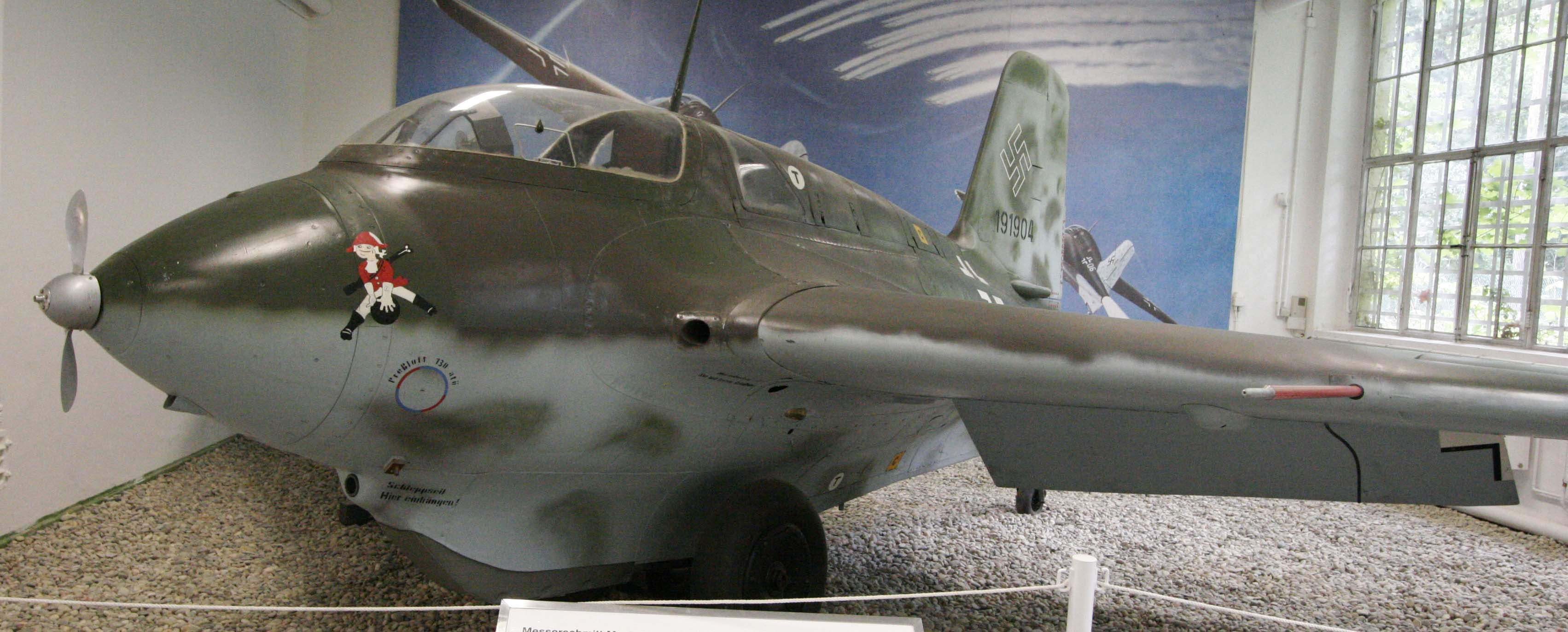
مقاتلة من طرازمسرشميت مي 163 تم ترميمها مع الصليب المعقوف معروضة في متحف الطيران الألماني في 2005

لا يشير نص القانون إلى الرموز الفردية التي يجب حظرها، ولا توجد قائمة حصرية رسمية. قد يكون الرمز علمًا أو شعارًا أو زيًا موحدًا أو شعارًا أو صيغة تحية. لا يرتبط الحظر بالرمز نفسها ولكن باستخدامه افي سياق يوحي بالارتباط بالمنظمات المحظورة. وبالتالي، فإن الصليب المعقوف محظور إذا تم استخدامه في سياق أيديولوجية فولكيش، في حين أنه مشروع إذا تم استخدامه كرمز للإيمان الديني، ولا سيما أي ديانات جنوب شرق أو شرق آسيا. وبالمثل، فإن Wolfsangel محظور إذا تم استخدامه في سياق جبهة Junge ولكن ليس في سياقات أخرى مثل شعارات النبالة، أو كرمز طبيعي.
بسبب القانون، اعتاد الألمان  النازيون الجدد على عرض رموز معدلة مماثلة ولكنها ليست متطابقة مع تلك المحظورة. في عام 1994، تم الإعلان عن أن هذه الرموز معادلة لتلك التي تشير اليها (Verbrechensbekämpfungsgesetz Abs.2). نتيجة للحظر على الرموز النازية، استخدم النازيون الألمان الجدد الرموز القديمة مثل العلم الإمبراطوري الألماني الأسود الأبيض والأسود والأحمر (الذي استخدمه النازيون لفترة وجيزة جنبًا إلى جنب مع علم الحزب كواحد من علمي النازيين الرسميين ألمانيا منذ عام 1933 حتى عام 1935)، وكذلك المتغيرات من هذا العلم مثل عم يحتوي على Eisernes KREUZ (الصليب الحديدي) وReichsdienstflagge، وعصر الإمبراطورية Reichskriegsflagge، وعلم شتراسرية الجبهة الأسود - منظمة نازية منشقة - كبدائل. [بحاجة لمصدر]
يتأثر القانون وفقًا لأحكام المحكمة الدستورية الاتحادية الألمانية :
- حزب الرايخ الاشتراكي (1952) [4]
- الحزب الشيوعي في ألمانيا (1956) [5]
- Volkssozialistische Bewegung Deutschlands / Partei der Arbeit (1982)
- Aktionsfront Nationaler Sozialisten / Nationale Aktivisten (1983)
- دويتشه البديل (1992)
- جبهة القومية (1992)
- Freiheitliche Deutsche Arbeiterpartei  (1994)
- Freiheitliche Deutsche Arbeiterpartei (1995)
- الدم والشرف، فصل ألمانيا (2000)

الرموز المعروف أنها تندرج تحت القانون هي: 